# D̦

Litera D̦ d̦.

D̦ (d̦) a fost o literă a alfabetului limbii române care reprezenta sunetul /z/ sau /dz/. A fost folosită în cuvinte precum d̦i (însemnând zi). 
Litera a fost abandonată în 1904 și nu mai este folosită.
În alfabetul livon există litera Ḑ, însă aceasta nu este scrisă cu virgulă, ci cu sedilă.